# Élection gouvernorale de 2022 dans l'État de l'Acre
Une élection gouvernorale a lieu le 2 octobre 2022 dans l'État de l'Acre au Brésil, afin d'élire le gouverneur de l'État pour un mandat de 4 ans. Cette élection a lieu en même temps que l'élection présidentielle et les élections parlementaires. 
Le gouverneur sortant, Gladson Cameli (PP), soutenu par Jair Bolsonaro, est réélu dès le premier tour avec 56,75% des suffrages, face au sénateur Jorge Viana (PT).